# Верховина (топонім)
Верхови́на — загальний термін на означення гірської області, зокрема Карпатської, заселеної українцями. У вужчому сенсі — частина Середньо-Карпатської улоговини, положеної обабіч головного (вододільного) Карпатського хребта в сточищі річок Стрию з Опором, Латориці й Ріки, заселена бойками. Мешканців Верховини називають верховинцями; верховинцями називають себе радо бойки, зокрема на Закарпатті.